# 中神章生
中神　章生（なかがみ　しょうせい、1964年 - ）は、日本の僧侶。鳥取県出身。

## 歴史
1964年鳥取市生まれ。
幼少期はクリスチャンの母親に育てられたが、その頃より哲学的な子供であった。
中学生、高校生の頃より、哲学に没頭し、宗教にも興味を持って、様々な団体にジャーナリズム精神を持って尋ねるが、納得できるものに出会わなかったようである。
中神は、理論物理学にも興味をもち、このころから個人的に探求した。
高校時代の終わり頃、親鸞に出会い、その真実性と理論の科学性に興味を持ち、20歳で浄土真宗の僧侶となる。
22歳で草津市の西念寺に入寺するが、伝統宗派の保守的なあり方に疑問を持ち、西念寺副住職でありながらも、独自な活動として、33歳でマッサージと心理カウンセリングの会社を設立。
また、地盤の農業を活性化するために、農業活性化にも取り組んだ。
農業に取り組む中、もともと学んでいた中国語を活かして台湾とも農産物の貿易をした。
しかし、会社経営12期で、平成21年取引先の「不渡り」からの連鎖で会社は倒産に至った。
その後、現代人にわかりやすく仏教を知ってほしいという新業態で、東京にて寺カフェをプロデュースする。
平成30年現在も安定的に存続。
寺カフェは、代官山に普通のカフェという形をとって運営されており、特定の宗教を布教するというよりも、あなたのホームドクターのように
お寺と関わりを持ってもらえるようにと信行寺という寺院の住職と共に企画したもので、一見普通のカフェであるが、お坊さんがいて仏像があるというものである。
寺カフェの意義について
そもそもこの企画は、現代人の駆け込み寺としてお寺を都会にデリバリーするという、今までにない形態であり、既存の仏教界に新しい形の存在意義を提唱するものである。
寺カフェは正式にはプロジェクト寺カフェによる寺カフェ代官山という。
その後
平成25年寺カフェから独立し、地元にて、「門徒(檀家)を守るお寺」活動を始め、経験やその破天荒な人生の中から学んだ知恵をもって、逆境においても生き抜く智恵を説き、地域の問題や悩みに取り組むカウンセリング的、コンサルテーション的活動に取り組むことを使命としている。
平成30年西念寺別院を設立  http://r.goope.jp/sainenji

中神と台湾
また、中神氏は、祖父母が第二次大戦中に台湾にいたことから、幼少時より台湾の話を祖父母から聞いており、台湾の文化に興味があるととのことで、語学だけではなく、中国武術の気功や太極拳、五獣拳なども会得している。
先に記される台湾への農産物の貿易もそうであるが、現在も台湾との関係をもち、滋賀県の物産を台湾に紹介するなど、いくつかの新事業にも取り組みをしている。
スコティッシュライト
中神氏はスコティッシュライトの友人を持ち、その友愛こそ目指すべき人間関係であると語っている。
現在の肩書
地元  滋賀県草津市 西念寺  住職
本願寺派布教使
滋賀刑務所教誨師
など

### 一般財団法人東日本橋真宗会堂維持財団について
この財団は、西本願寺の東京の別院であった「築地本願寺」が、関東大震災で倒れた後の再建に功績を持った財団である。
この財団はほとんど知られることなく現存するが、中神氏も存続に応援しているため、特に付しておく。
○その他
草津市    西念寺  http://www.kokokujitanbo.com/kt-my-2.htm
講演依頼.com  所属属

## 著書
- 現代人がわかりやすく仏教に触れられる「お寺本」
- 釈尊と親鸞の教えが現代人に理解しやすい「はじめての親鸞」(中央公論事業出版社)
- 「はじめての親鸞」という著書においては、なにが本来の仏教であるかを本音で提言している。